# Prisión de Neumünster
La prisión de Neumünster es un centro penitenciario de Neumünster, Alemania. Se encuentra situada en la carretera de Boostedter, en el centro del Estado federado alemán de Schleswig-Holstein.
Este recinto penitenciario tiene capacidad para 596 reclusos, siendo la prisión más grande del estado de Schleswig-Holstein. Es una institución penitenciaria para penas de hasta cinco años para hombres adultos. Además es la institución de detención preventiva del distrito de Kiel.

## Edificio
Se construyó entre los años 1901 y 1905. Sus edificios forman parte de la lista de monumentos culturales protegidos de Neumünster. Tiene un muro alrededor de 685 metros de largo. En 2016 se acabó la reforma del ala C (Haus C) por prisioneros condenados. A pesar de respetar la arquitectura, se modernizó la protección antiincendios. Cada piso tiene tres duchas comunitarias, una cocina y una lavandería. La reforma del ala B para prisioneros provisionales se acabó en 2017.

## Presos famosos

### Hans Fallada
El prisionero más famoso que ha tenido fue el escritor Hans Fallada, que documentó su experiencia en la novela Wer einmal aus dem Blechnapf frißt (1932).

### Carles Puigdemont
El expresidente de la Generalidad de Cataluña Carles Puigdemont ingresó en este centro penitenciario el 25 de marzo de 2018 después de ser detenido por la policía alemana debido a una euroorden de detención emitida por la justicia española, acusado de los delitos de rebelión y malversación de fondos públicos.